# السفارة السعودية في دكا
سفارة المملكة العربية السعودية في بنغلاديش، هي بعثة دبلوماسية سعودية تقع في العاصمة دكا ويترأس البعثة سفير خادم الحرمين الشريفين عيسى بن يوسف الدحيلان. العنوان: منزل 5 (شمال شرق) لام، شارع 83 ، جولشان - 2 ، دكا 1212.

## وصلات خارجية
- موقع سفارة المملكة العربية السعودية في بنغلاديش
- وزارة الخارجية السعودية (بالعربية)
- Ministry of Foreign Affairs of Kingdom of Saudi Arabia (بالإنجليزية)